# سیارک ۷۶۵۷
سیارک ۷۶۵۷ (به انگلیسی: 7657 Jefflarsen، نامگذاری:1992HK1) هفت هزار و ششصد و پنجاه و هفتمین سیارک کشف شده‌است که در ۲۵ آوریل ۱۹۹۲ کشف شد.
قدر مطلق سیارک برابر ۱۳٫۴۰ است.